# Melanolophia subatrata
Melanolophia subatrata är en fjärilsart som beskrevs av Paul Dognin 1902. Melanolophia subatrata ingår i släktet Melanolophia och familjen mätare. Inga underarter finns listade i Catalogue of Life.